# Italia en los Juegos Olímpicos de Barcelona 1992
Italia estuvo representada en los Juegos Olímpicos de Barcelona 1992 por un total de 304 deportistas que compitieron en 26 deportes.  
El portador de la bandera en la ceremonia de apertura fue el remero Giuseppe Abbagnale.

## Medallistas
El equipo olímpico italiano obtuvo las siguientes medallas:
| Nombre                                                                                             | Deporte               | Competición             |
| -------------------------------------------------------------------------------------------------- | --------------------- | ----------------------- |
| Oro                                                                                                |                       |                         |
| Giovanni Lombardi                                                                                  | Ciclismo en pista     | Carrera por puntos M    |
| Fabio Casartelli                                                                                   | Ciclismo en ruta      | Ruta ind. M             |
| Giovanna Trillini                                                                                  | Esgrima               | Florete ind. F          |
| Giovanna Trillini Francesca Bortolozzi-Borella Diana Bianchedi Margherita Zalaffi Dorina Vaccaroni | Esgrima               | Florete por eqs. F      |
| Pierpaolo Ferrazzi                                                                                 | Piragüismo en eslalon | K1 M                    |
| Equipo                                                                                             | Waterpolo             | Torneo M                |
| Plata                                                                                              |                       |                         |
| Andrea Peron Flavio Anastasia Luca Colombo Gianfranco Contri                                       | Ciclismo en ruta      | Ruta por eqs. M         |
| Marco Marin                                                                                        | Esgrima               | Sable ind. M            |
| Emanuela Pierantozzi                                                                               | Judo                  | –66 kg F                |
| Vincenzo Maenza                                                                                    | Lucha grecorromana    | 48 kg M                 |
| Carmine Abbagnale Giuseppe Abbagnale Giuseppe Di Capua                                             | Remo                  | Dos con timonel (M2+) M |
| Bronce                                                                                             |                       |                         |
| Giovanni de Benedictis                                                                             | Atletismo             | 20 km marcha M          |
| Stefano Battistelli                                                                                | Natación              | 200 m espalda M         |
| Luca Sacchi                                                                                        | Natación              | 400 m estilos M         |
| Carlo Massullo Roberto Bomprezzi Gianluca Tiberti                                                  | Pentatlón moderno     | Equipos M               |
| Bruno Dreossi Antonio Rossi                                                                        | Piragüismo            | K2 500 m M              |
| Filippo Soffici Alessandro Corona Gianluca Farina Rossano Galtarossa                               | Remo                  | Cuatro scull (M4x) M    |
| Marco Venturini                                                                                    | Tiro                  | Foso M                  |
| Bruno Rossetti                                                                                     | Tiro                  | Skeet M                 |